# 사지혜
사지혜(중국어 정체자: 谢芷蕙; 셰즈후이, 1995년 3월 18일 ~ )은 홍콩의 모델 및 걸 그룹 가수 판타지의 멤버이다.

## 이슈
- 대만 유명모델 선즈밍(沈志明)에게 성희롱을 당한 사실이 신문지상을 어지럽히면서 유명세를 탔다.[3]

- 천관시와 성관계를 가진 적이 없으며 스킨십이 담긴 사진[4][5]은 더 이상 없다.[6]